# Khalil Davis
Khalil Davis (Blue Springs, Misuri, 22 de agosto de 1996) es un jugador profesional estadounidense de fútbol americano que se desempeña en la posición de defensive tackle en San Francisco 49ers, equipo de la National Football League (NFL).

## Carrera
Fue seleccionado en la sexta ronda en la Reunión Anual de Selección de Jugadores de la NFL de 2020. Hizo su debut profesional con el equipo Tampa Bay Buccaneers, en el cual jugó dos temporadas (2020-2022), después pasó a Pittsburgh Steelers (2022-2023), luego pasó a Houston Texans, donde jugó dos temporadas, en 2024 pasó a San Francisco 49ers.